# Trachypithecus germaini
O langur-de-indochina (Trachypithecus germaini) é uma das 17 espécies de Trachypithecus. Como o nome indica é nativo da Península de Indochina.

## Estado de conservação
Esta espécie foi listada como ameaçada pois houve um declíneo de mais de 50% de sua população ao longo dos últimos 36 anos devido principalmente à perda de habitat e à caça.